# Ян Влодкович
Ян Влодкович (є варіанти прізвища Журавінський, Кнегиницький, Княгиницький, Харбіновський; Адам Бонецький відносив його до роду Яричовських) гербу Сулима (пол. Jan Włodkowicz; пом. 1461 або початок 1462) — польський шляхтич, урядник в Українських землях Королівства Польського.

## Життєпис
Батько — Пйотр Влодкович — галицький, теребовлянський, львівський староста. Був найстаршим сином батька, мав братів Миколая, Марціна, сестер Ельжбету, Барбару, Анну. Його родичем був, зокрема, Станіслав з Яричева (Яричовський).
Посади (уряди): львівський підстолій (1435—1439), галицький каштелян (1439-61). Дідич або посідач сіл Псари (тепер Приозерне, Княгиничі, обидва — Рогатинський район). У 1441 р. львівський архієпископ Ян Одровонж консекрував у Львівській катедрі РКЦ вівтар на честь Матері Божої (за іншими даними, Бога Всемогутнього, Матері Божоїі святих Івана Хрест, Щепана, Валентина та Аполонії), встановлений та виготовлений коштом Яна Влодковича — дідича Княгиничів, який записав фундуш 1441. Цей вівтар розташовувався під північною вежею. 
Дружина — Петронеля (Пехна), не залишили нащадків.